# فرخنده ابلق نوک‌سرخ
فرخنده ابلق نوک‌سرخ (نام علمی: Lamprospiza melanoleuca) نام یک گونه از سرده فرخنده است.